# Les Étilleux
Les Étilleux ist eine französische Gemeinde mit 194 Einwohnern (Stand: 1. Januar 2022) im Département Eure-et-Loir in der Region Centre-Val de Loire; sie gehört zum Arrondissement Nogent-le-Rotrou und zum Kanton Brou. 

## Geographie
Les Étilleux liegt etwa 55 Kilometer westsüdwestlich von Chartres in der Landschaft Perche. Umgeben wird Les Étilleux von den Nachbargemeinden Souancé-au-Perche im Norden und Nordosten, Coudray-au-Perche im Osten und Südosten, Saint-Bomer im Süden, Ceton im Südwesten und Westen sowie Mâle im Nordwesten.

## Bevölkerungsentwicklung
| Jahr                       | 1962 | 1968 | 1975 | 1982 | 1990 | 1999 | 2006 | 2013 | 2020 |
| Einwohner                  | 247  | 233  | 200  | 168  | 184  | 188  | 188  | 233  | 206  |
| Quellen: Cassini und INSEE |      |      |      |      |      |      |      |      |      |

## Sehenswürdigkeiten
- Kirche Notre-Dame von 1214, seit 2003 Monument historique
- Schloss Le Grand Fresnay, 1480 erbaut, seit 1978 Monument historique

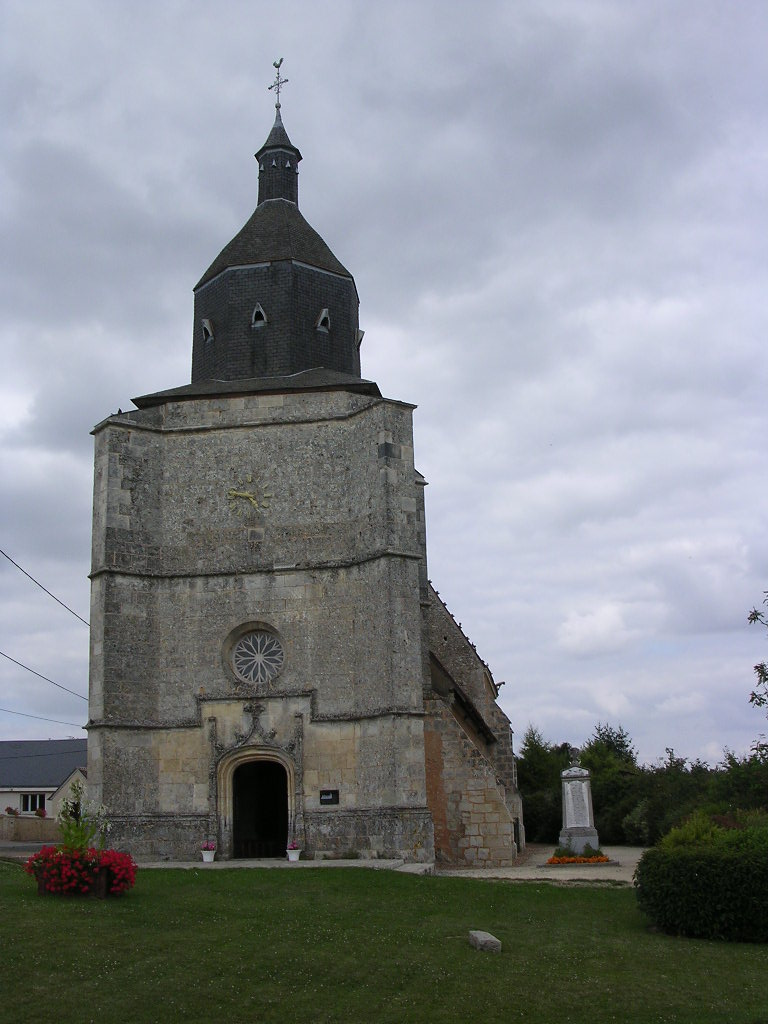
Kirche Notre-Dame
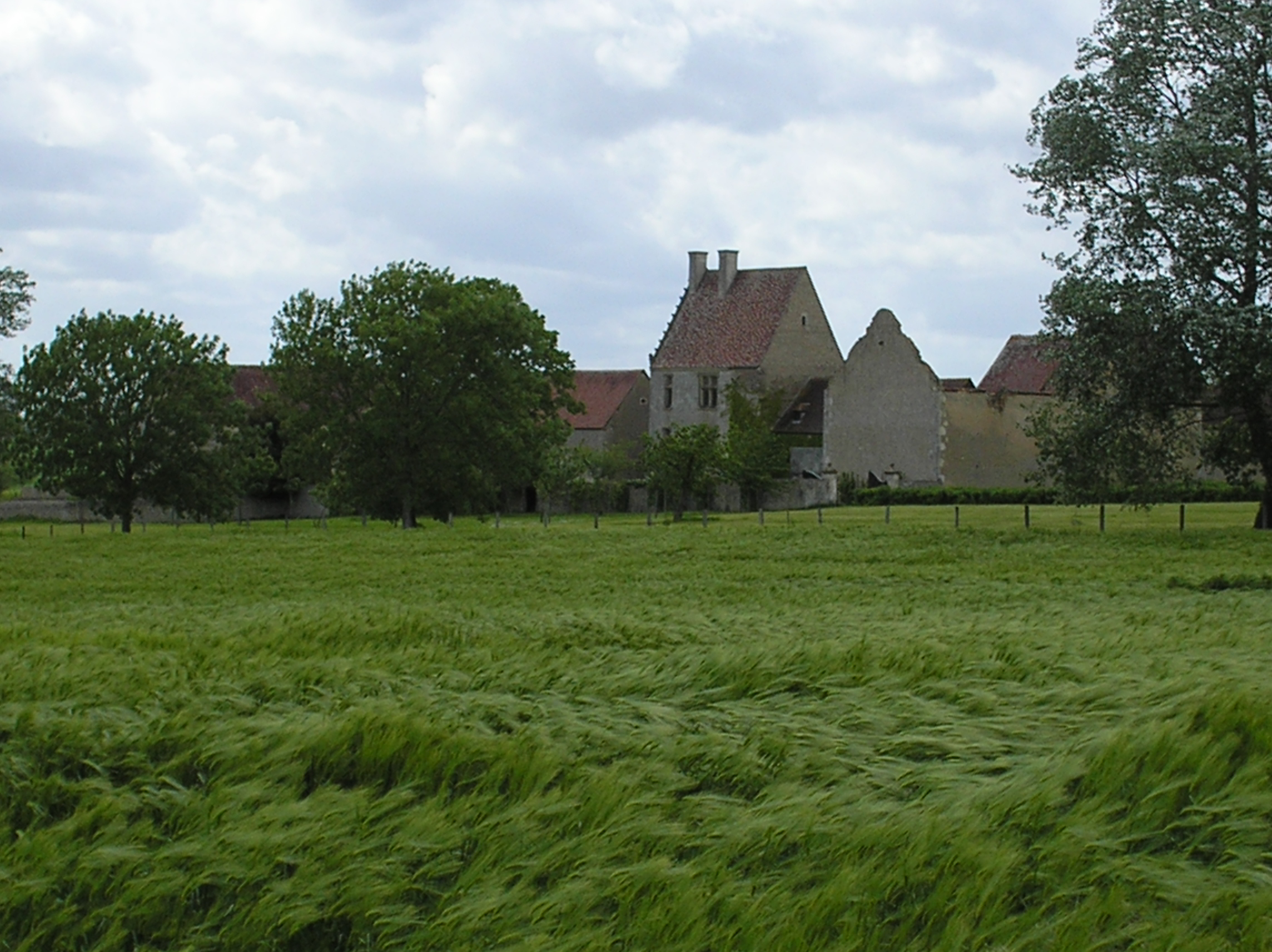
Schloss Le Grand Fresnay